# Gunniopsis rodwayi
Gunniopsis rodwayi är en isörtsväxtart som först beskrevs av Alfred James Ewart, och fick sitt nu gällande namn av C. Gardner. Gunniopsis rodwayi ingår i släktet Gunniopsis och familjen isörtsväxter. Inga underarter finns listade i Catalogue of Life.